# KVINFO
KVINFO (står for "køn viden information forskning") er et dansk nationalt videnscenter, hvis opgave det er at formidle forskning om køn, ligestilling og etnicitet. KVINFO er en selvejende institution under Kulturministeriet med egen bestyrelse.
KVINFO var oprindeligt en sammentrækning af "kvinder information forskning". I 2012 blev navnet ændret til at stå for "køn viden information forskning".

## Arbejdsområder
KVINFO arbejder for at sikre dokumentation og formidling af viden om køn, ligestilling og mangfoldighed både i Danmark og internationalt. KVINFO's arbejdsområder er:
- Formidling af viden, dokumentation og forskning
- Formidling af mentorordninger og viden om mentoring i Danmark og i udlandet.
- Bidrag til udviklingen af et mere ligestillet samfund i Danmark og internationalt.[1]

KVINFOs mission er på et vidensbaseret grundlag at kvalificere debat og fremme ligestilling i en aktuel kontekst gennem formidling, partnerskaber og innovative projekter – nationalt og internationalt.
Fra 1995 har KVINFO drevet en database over kvindelige eksperter på alle felter inden for forskning, erhvervsliv, forvaltning, kultur og politik. Databasen har inspireret til flere lignende projekter internationalt. Blandt andet oprettedes i 2010 i samarbejde med KVINFO og udenrigsministeriets "Det Arabiske Initiativ" i Libanon, Jordan og Egypten databaser over kvindelige eksperter.
KVINFO har stået for udarbejdelsen af Dansk Kvindebiografisk Leksikon, der blev udgivet på forlaget Rosinante i 2000 og fra 2003 har været tilgængeligt online.
KVINFO har siden 2002 drevet en mentorordning, hvis koncept er eksporteret til 27 lande. Mentorordningen matcher kvinder med flygtninge- og indvandrerbaggrund med kvinder, som er aktive i det danske samfund. I samarbejde med Foreningen Nydansker driver KVINFO endvidere mentorprojektet PIFT, der har fokus på unge kvinder mellem 15 og 30.
KVINFO arbejder også internationalt med særligt fokus på kvinders rettigheder og muligheder i Mellemøsten. I samarbejde med det dansk-arabiske partnerskabsprogram under Udenrigsministeriet og en række danske NGO’er arbejder KVINFO i Jordan, Tunesien, Egypten og Marokko.

## Historie
KVINFO udsprang af Det Kongelige Bibliotek, hvor Nynne Koch i 1964 begyndte at specialregistrere kvinderelevant litteratur. Hun etablerede hermed den unikke forskningsoversigt, der kom til at være fundamentet for KVINFO's bibliotek, som i 2017 blev fjernet fra KVINFO og lagt ind under Det Kgl. Bibliotek.
KVINFO tog form i Nynne Kochs arbejde med kønsforskning i årene 1964-82, der i en dansk kontekst må anses for at være pionerarbejde på området. Koch udnævntes i 1973 til afdelingsleder på Det Kongelige Bibliotek for en nyoprettet afdeling for Feminologi ("læren om kvinder"). I 1981 grundlagde hun tidsskriftet FORUM for kvindeforskning, som hun også redigerede.
I 1982 oprettedes KVINFO som selvstændig institution på forsøgsbasis med bevillinger fra Undervisningsministeriet, Kultur- og Socialministeriet samt tipsmidler. KVINFO flyttede til Læderstræde 15. Nynne Koch gik på pension i 1986. I 1987 oprettedes KVINFO som selvejende institution under Kulturministeriet. Lene Koch udnævntes som centerleder. I 1988 flyttede KVINFO til Nyhavn 22. I 1990 udnævntes Elisabeth Møller Jensen som centerleder. Som hovedredaktør af værket Nordisk kvindelitteraturhistorie, flyttede hun redaktionssekretariatet med ind på KVINFO.
Pilotprojekt til udarbejdelse af Dansk Kvindebiografisk Leksikon igangsattes i 1993. Første bind af Nordisk kvindelitteraturhistorie udkom samme år. De øvrige fire bind udkom i perioden frem til 1998. I 1995 lanceredes ekspertdatabasen over kvindelige eksperter inden for forskning, erhvervsliv, forvaltning, kultur og politik. I 1997 flyttede KVINFO til Fisken, Christians Brygge 3. I 1998 lanceredes FORUM for køn og kultur som Danmarks første online kulturtidsskrift.
I 2002 lancerede KVINFO pilotprojektet til dannelse af et Mentornetværk, der skulle matche flygtninge- og indvandrerkvinder med kvinder solidt funderet på det danske arbejdsmarked. Projektet konsolideredes i 2003. Projektet udvidedes siden i 2012, så unge mænd med flygtninge- og indvandrerbaggrund også kunne tilbydes en mentor. Også i 2003 indledtes samarbejdet "Danmarks første kvindepolitiske offentlighed 1885-1920", om digitalisering af kvindepolitiske tidsskrifter med Statsbiblioteket.
I 2011 etableredes en tænketank for mænds ligestilling, Tænketanken VM - Viden om mænd, som fik sit første hjemsted hos KVINFO. Tænketanken er siden blevet nedlagt igen.
I starten af 2014 gik KVINFOs direktør siden 1990, Elisabeth Møller Jensen, hun afløstes af Nina Groes i januar 2014. Nina Groes opsagde sin stilling ved udgangen af 2016. Indtil ansættelsen af ny direktør i april 2017 fungerede Suzanne Moll som konstitueret direktør. 1. april 2017 tiltrådte Henriette Laursen, tidligere direktør i DUF og AIDS-fondet som direktør. Kort tid efter tiltrådte ligeledes ny bestyrelsesformand, den radikale politiker og formand for Danske Patienter, Camilla Hersom.

## Priser
KVINFO har modtaget følgende priser:
- Alt for Damernes kvindepris, 2004
- "Integrationsprisen 2004 for det offentlige arbejdsmarked" indstiftet af Ministeriet for Flygtninge, Indvandrere og Integration, 2004
- For udstillingen "Nye mænd i Danmark" vandt KVINFO årets formidlingspris "Bedst på Nettet" indstiftet af Ministeriet for Videnskab, Teknologi og Udvikling, 2008[10]